# Sedl Taun
Sedl Taun je epizoda Zagora objavljena u svesci #159. u izdanju Veselog četvrtka. Na kioscima u Srbiji se pojavila 9. aprila 2020. Koštala je 270 din. (2,27 €; 2,65 $) Imala je 94 strane.

## Originalna epizoda
Originalna epizoda pod nazivom Saddle Town objavljena je premijerno u #627. regularne edicije Zagora u izdanju Bonelija u Italiji 3. septembra 2017. Epizodu je nacrtao Marco Verni, a scenario napisao Moreno Burattini. Naslovnicu je nacrtao Alessandro Piccinelli. Koštala je 3,9 €.

## Detaljan sadržaj
Arči ustaje i ponaša se i govori sasvim normalno, ali tada iz njegovih usta izlazi pipak parazita, i ubije doktora Glajvera, pretvarajući ga u mumiju. Zagor ga napada, ali je Arči kojim upravlja parazit mnogo jači nego obično, i uspeva da ga odgurne i pobegne mu. Arči uzima konja i beži iz grada, dok Zagor odmah čini isto i kreće za njim. Prateći njegove tragove, on stiže do planina, gde mu gubi svaki trag zbog čega se vraća nazad do Čika i rika. Njih trojica pretražuju kuću doktora Glajvera, i pronalaze papir na kojem je napisana adresa doktora Ozborna, hotel u Silver Sitiju. Nakon što ostavi Čika u Rupert Fordu, kako bi objasnio tajanstvene smrti doktora Glajvera i ljudi sa Kejkros ranča, Zagor sa Erikom kreće prema Silver Sitiju. Na putu tamo, oni nailaze na most koji je nedavno srušen eksplozivom, i na suprotnoj obali primete telo nekog čoveka. Zagor se spušta do njega, i vidi da je još uvek živ. Čovek bunca, i spominje doktora Ozborna, čiji je bio asistent, i nesreću na koju ga je upozorio, ali ga on nije slušao, zbog čega je odlučio da sruši most kako bi sprečio simbiozu da se udalji. On umire, dok Erik dolazi do Zagora. Kod mrtvog čoveka, oni pronalaze beležnicu na kojoj je ucrtana mapa. Na mapi, preko puta koji vodi od Sedl Tauna do Silver Sitija je nacrtano kamenje koje zatvara put, dok je na putu od Sedl Tauna do Rupert Forda  most koji je on srušio eksplozivom. Zagor zaključuje da je čovek pokušao da zatvori sve izlaze iz Sedl Tauna, zbog čega sa Erikom kreće tamo, sumnjajući da je odatle sve počelo. Oni pronalaze kočiju tog čoveka, kojom nastavljaju put, i ubrzo nailaze na prevrnuta kola pored puta. Konji i ljudi su mumificirani, i iz njih izlaze paraziti koji ih napadaju. Oni beže kroz šumu, i nakon što pređu reku, shvate da se paraziti plaše vode. Nakon što stignu do Sedl Tauna, malog rudarskog naselja, tamo nailaze na doktora Ozborna. On ih vodi u podrum jedne rudarske barake, i objašnjava im kako je cela ta situacija počela. Kopajući u tunelu, rudari su pronašli čudnu čauru, i poslali je njemu i drugim naučnicima kako bi istražili o kakvoj se životinji radi. Čaura nije ličila ni na jednu poznatu vrstu, a kada su je otvorili , u njoj su pronašli veliku larvu, koja nije davala nikakve znake života. Proučavajući je, prineli su je vatri sveće, i tada je larva oživela. Nisu shvatili čime se larva hrani, zbog čega su odlučili da posete mesto na kojem je pronađena, Sedl Taun. Tamo je se desilo nešto nepredviđeno, i larva je pobegla i napala jednog rudara. Kada mu je ušla kroz usta i pretvorila ga u mumiju, shvatili su da se radi o nekom parazitu. Pokušali su da smire ostale rudare, i obećali su da će rešiti slučaj odbeglog parazita, ali je sve više rudara završilo kao njegova žrtva. Ispostavilo je se da parazit može da kontroliše telo u kojem se nalazi, i da je se razmnožio. Njegov pomoćnik je odlučio da spreči parazite da isto učine i sa drugim mestima, zbog čega je izazvao urušavanje kojim je zatvorio put prema Silver Sitiju, dok je most prema Rupert Fordu razneo eksplozivom iz rudnika. Tada se ispostavlja da je unutar Erikovog tela sve vreme bio parazit, koji izlazi iz njegovih usta, i mrtav pada na zemlju. Erik se sada seća svega što se desilo, i priča kako je na njegov ranč stigao sanduk sa alatom iz Sedl Tauna koji je bio pun tih crvolikih stvorenja, od kojih mu je jedno odmah ušlo u usta, što je on kasnije zaboravio. Ostali paraziti su pobegli na sve strane, a on je nastavio kao da se ništa nije dogodilo. Tokom putovanja prema gradu zajedno sa ljudima sa imanja, ispostavilo je se da dvojicu ljudi kontrolišu paraziti. Oni su napali ostale, zbog čega su se kola prevrnula, a on je tokom pada udario glavu o kamen i onesvestio je se. Ozborn pretpostavlja da parazit koji je ušao u Erikovo telo nije uspeo da ga kontroliše, zato što je Erik jedan od malobrojnih ljudi sa neuobičajenim sastavom krvi, koji je prirodna odbrana od zaraze. Zbog toga je ostao zarobljen u njegovom telu, sve dok se on nije setio svega što se dogodilo. Erik kaže da sada takođe ima i sećanja tog parazita, koji deli um sa svim ostalim parazitima, i kaže da je u njima video majku svih parazita, koja se nalazi u rudniku. Zagor, Erik i Ozborn odlučuju da odu do rudnika i unište majku parazita, ali ih ispred čekaju rudari, kojima upravljaju paraziti, i napadaju ih. Oni uspevaju da im pobegnu i uđu u rudnik, gde Zagor pronalazi bure sa barutom, i baca ga prema izlazu. Tada ga pogodi metkom, i bure eksplodira i zatvori ulaz u rudnik, zbog čega rudari ne mogu da ih prate. Ubrzo zatim, oni pronalaze majku parazita, ogromno crvoliko stvorenje, i Erik tada shvata da je njegova krv ključ za uništenje parazita. On uzima bure baruta, i zapali ga nakon što se približi majci parazita. Bure eksplodira, i Erikova krv ubija majku parazita, nakon čega svi ostali paraziti takođe umiru. Zagor i Ozborn izlaze iz rudnika, i vide da paraziti više ne upravljaju telima rudara, već se nalaze mrtvi pored njihovih tela, što znači da je Erikova žrtva bila od koristi, i stavila tačku na celu priču.

## Prethodna i naredna epizoda
Prethodna sveska nosila je naziv Pipci! (#158).